# Marintrumpet

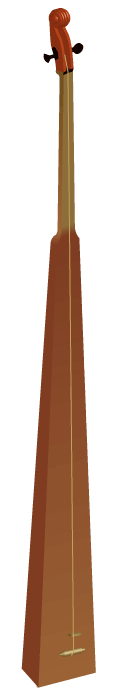
Marintrumpet

Marintrumpet, är trots namnet ett stråkinstrument med bara en sträng. Vid spel används bara flageolettoner och klangen påminner därför om en trumpet. Resonanslådan är smal och hög, och stöds likt kontrabasen mot marken eller golvet. Instrumentet var förr i tiden vanligt i Tyskland, Nederländerna och Frankrike, men förekommer knappast längre.